# 坦博河
坦博河（西班牙語：Río Tambo）是南美洲安第斯山脈東面的秘魯河流，河道全長159公里。
坦博河在座標11°9′56″S 74°14′7″W / 11.16556°S 74.23528°W的地方由佩雷內河和埃納河匯流而成，向東流經70公里後轉北流下，在座標10°41′57″S 73°45′22″W / 10.69917°S 73.75611°W海拔287米的地方流入烏魯班巴河，成為烏卡亞利河。
10°42′25″S 73°45′39″W / 10.7069°S 73.7608°W